# Appfrica
Appfrica (parfois appelée Appfrica Labs) est une société d'études de marché et de technologie fondée par l'actuel PDG Jon Gosier (en) en 2008 à Kampala, en Ouganda. L'entreprise est responsable d'un certain nombre d'initiatives technologiques chargées de promouvoir le secteur technologique africain, notamment HiveColab, Apps4Africa, QuestionBox, et d'aider Google Africa à traduire sa page pour le public ougandais.
Appfrica aide les entreprises multinationales à faire des affaires sur les marchés africains en les aidant à comprendre le comportement des consommateurs, à trouver des partenaires locaux et à embaucher des talents locaux.

## Incubation, Apps4Africa et HiveColab
Appfrica est l'un des plus anciens incubateurs technologiques d'Afrique, fondé en 2008. En 2010, Appfrica divise ses services d'incubation en deux nouvelles initiatives Apps4Africa et HiveColab. Apps4Africa commence par une série de concours lancés en partenariat avec le Département d'État américain. Plus tard, Apps4Africa annonce un programme d'accélération pour les startups technologiques africaines. HiveColab est fondé en tant qu'espace de travail collaboratif gratuit à Kampala, en Ouganda, qui aide les technologues africains à se renseigner sur la technologie et l'entrepreneuriat. HiveColab est financé par Appfrica, IndigoTrust (en) et Hivos (en).

## Données ouvertes et Statafrica
En 2013, Appfrica transforme une grande partie des recherches qu'elle a collectées sur l'Afrique en Statfrica.com, un référentiel en ligne d'informations et de données ouvertes pour les entreprises, les chercheurs et les étudiants,.

## Personnalités liées
- Jon Gosier (en)
- Barbara Birungi